# Arrow (cantante)
Alphonsus Celestine Edmund Cassell (Montserrat, 16 de noviembre de 1949-Montserrat, 15 de septiembre de 2010) fue un cantante de calipso y soca, conocido artísticamente como Arrow. Es considerado como la primera superestrella de soca proveniente de la isla caribeña de Montserrat.
Arrow fue conocido principalmente por su tema «Hot Hot Hot» de 1982, el cual alcanzó gran popularidad internacional y fue incluso considerado como uno de los temas oficiales de la Copa Mundial de Fútbol de 1986.